# Възнесение Господне (Флорентин)
Вижте пояснителната страница за други значения на Възнесение Господне.
„Възнесение Господне“ е православна църква във видинското село Флорентин.

## История
Храмът е изграден в 1882 година, а камбанарията – в 1925 година. Храмът има застроена площ от 220 m2.

## Описание
В храма работят дебърските майстори Петър Новев и Аврам Дичов, за което свидетелства надпис върху иконата на Света Богородица с Младенеца „изъ руки Петръ Іѡвановъ со внука му Аврама Дичовъ“. На големите икони са изписани тропари – рядко срещано решение, характерно за творчеството на учителя им Дичо Зограф. Вероятно те изписват и иконостаса.